# Coelheiro

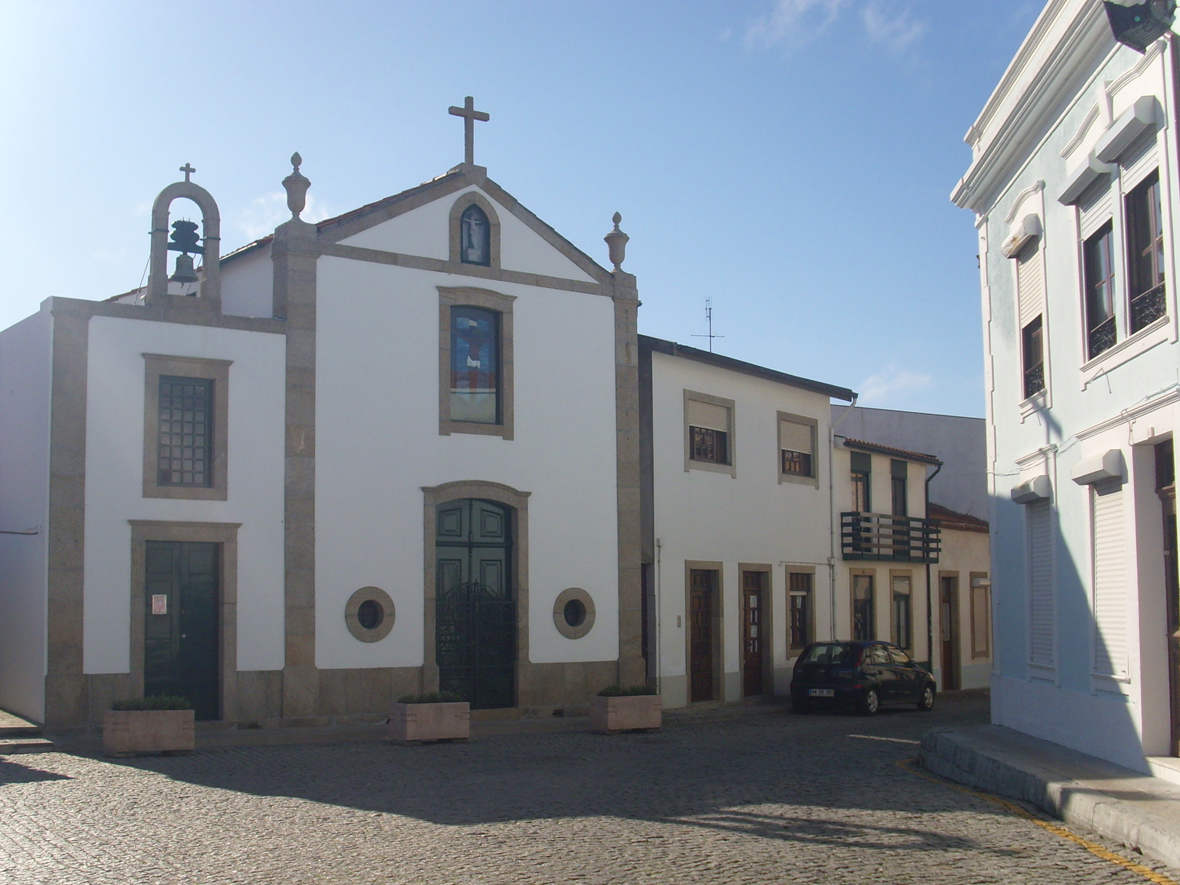
Capela do Senhor do Bonfim

Coelheiro ou Bonfim é um bairro populoso na parte Matriz/Mariadeira da cidade da Póvoa de Varzim, em Portugal.
No princípio do século XX, a zona era também denominada "Cidade Alta". Bairro Nova Sintra é um quarteirão em Coelheiro de Cima, criado para trabalhadores operários, durante a expansão populacional da Póvoa no século XX.  Popularmente, considera-se a versão erudita "Coelheiro" uma corruptela de Cuilheiro ou coílheiro, o que é comprovado pelos documentos históricos.

## Geografia
O Coelheiro localiza-se na parte da Matriz/Mariadeira, e confronta com Penalves a sul e oeste, o Bairro da Matriz a Norte, do qual se encontra dividido pelo fosso da antiga linha de comboios denominado Ramal de Famalicão, e a nascente pela Mariadeira.
Em Coelheiro situava-se a nascente do Regato de Magar que seguiria em direcção ao Bairro Sul.

## Morfologia urbana

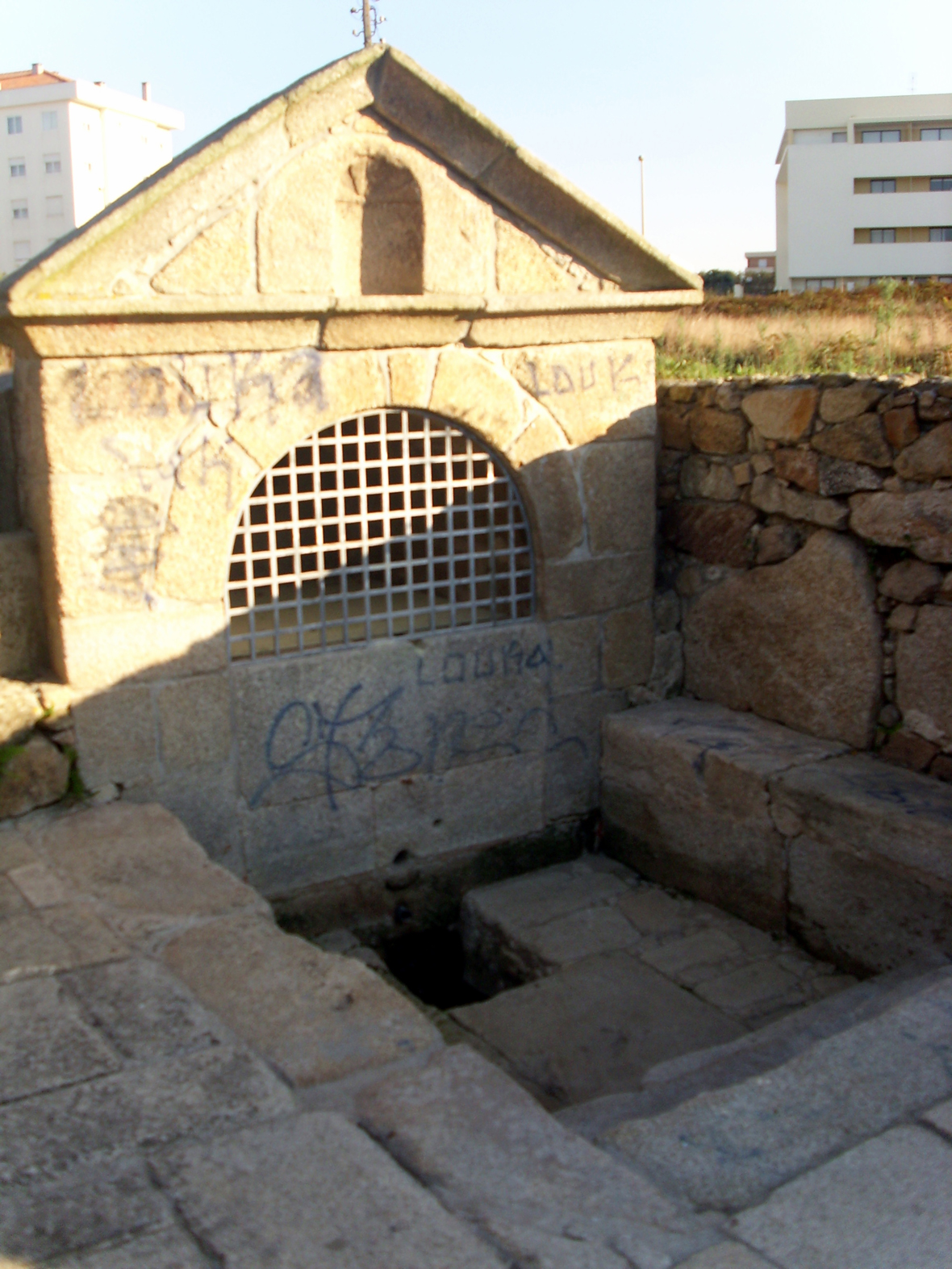
Fonte da Bica no Largo da Fonte da Bica.

Eminentemente residencial, menos plano que o resto da cidade e de pouca intervenção nos espaços públicos, em Coelheiro destacam-se: O Bairro Nova Sintra, que hoje constitui património da cidade e o Largo do Matadouro, onde funcionava o antigo matadouro, edifício histórico degradado que está em processo de reabilitação para se transformar no Auditório da Banda Musical da Póvoa de Varzim, e respectiva sede, que derá ser integrada no roteiro do Festival Internacional de Música da Póvoa de Varzim.
A Fonte da Bica (ou Fonte de Coelheiro) é uma fonte histórica, hoje vandalizada, que foi outrora a principal fonte que, pelo Aqueduto de Coelheiro, fornecia àgua ao centro da cidade e ao qual estão associadas lendas e tradição casamenteira. Diz-se que nas noites de sexta-feira de Lua Cheia o Diabo passava pela fonte em direcção à Ponte de Coelheiro (ou Ponte do Diabo) por cima do ramal de Famalicão.
José Augusto Vieira em O Minho Pitoresco (1887) diz que a capela do Senhor de Coelheiro (hoje Capela do Senhor do Bonfim) é antiga.

## História
Num assento de 1553 aparece uma referência a Gonçalo de Anes de Cuylheyro e em 1567 aparece outra a João Anes de Coylheyro. Coylheyro refere-se à Fonte de Coelheiro.
Em 1694, em Coelheiro de cima e de baixo foram vendidos terrenos pelo Senado poveiro para acorrer às despesas da questão dos limites do concelho com Barcelos.
No início do século XX, o poveirista João Baptista de Lima acreditava que Coelheiro seria a Varzim de Susão (Varzim de Cima) primitiva, por ser na parte alta da cidade. Devido a achados arqueológicos, hoje sabe-se que é a parte norte da cidade.

## Festas e romarias
O Grupo Recreativo Estrela do Bonfim foi fundado no dia 11 de novembro de 1980, cuja acção comunitária assenta no desporto (futebol juvenil, karaté ou body combat, entre outros), mas tornou-se mais reconhecido pela Grande Noite do Fado que organiza anualmente na Fonte da Bica.
A Festa do Senhor do Bonfim ocorre no início de Setembro. A Devoção do Senhor do Bonfim usa opas de cor vermelha e "cabeção" roxo.

## Património
- Capela do Senhor do Bonfim da Póvoa de Varzim
- Fonte da Bica
- Antigo Matadouro da Póvoa de Varzim (1873) Auditório Musical